# Marcus Weidner
Marcus Weidner (* 9. Oktober 1964 in Münster) ist ein deutscher Historiker.

## Leben
Weidner besuchte in Münster die Dietrich-Bonhoeffer-Grundschule und anschließend das Wilhelm-Hittorf-Gymnasium, wo er 1984 das Abitur ablegte. Über seine mehrfach erfolgreiche Teilnahme am Geschichtswettbewerb des Bundespräsidenten der Körber-Stiftung entdeckte Weidner sein Interesse an der Geschichte, insbesondere der NS-Zeit. Als Schüler bzw. Student entwickelte er einen Stadtrundgang zur Geschichte des Nationalsozialismus für seine Heimatstadt Münster und initiierte die Anbringung von Gedenktafeln an mehreren Orten der Stadt, an denen Menschen verfolgt oder ermordet wurden (Marks-Haindorf-Stiftung, Zuchthaus Münster an der Gartenstraße, Zwinger an der Promenade). Auf seine Schülerarbeit über Kriegsgefangene und Zwangsarbeiter in Münster, die 1984 überarbeitet als Buch erschien, geht die „Wiederentdeckung“ des Zwingers und der heutigen JVA in der Gartenstraße als Hinrichtungsort von Zwangsarbeitern zurück. Bei der weiteren Beschäftigung mit der Geschichte der Zwangsarbeit und der Erinnerungskultur am Beispiel des Kriegsgefangenenfriedhofs Haus Spital konnte er nachweisen, dass am Rande der Grabstätte des Ersten Weltkriegs auch über 200 Kriegsgefangene bzw. Zwangsarbeiter des Zweiten Weltkriegs bestattet worden waren.
Ende der 1980er/Anfang der 1990er Jahre engagierte sich Weidner im Information Exchange Club e.V., einem gemeinnützigen Verein für Computerenthusiasten, und war dessen Vorsitzender.
Weidner studierte Neuere und Neueste Geschichte, Mittelalterliche Geschichte, Romanische Philologie und Klassische Archäologie in Münster. Nach seiner Promotion 1998 bei Heinz Duchhardt arbeitete er als Wissenschaftlicher Mitarbeiter beim LWL-Archivamt Westfalen/Verein für Geschichte und Altertumskunde Westfalens, Abt. Paderborn (Verzeichnung eines Archivbestandes). 2000–2002 absolvierte er ein Museumsvolontariat am Historischen Museum Bremerhaven und am Westfälischen Landesmuseum für Kunst- und Kulturgeschichte des Landschaftsverbandes Westfalen-Lippe (heute LWL-Museum für Kunst und Kultur) in Münster. Hier betreute Weidner die „Forschungsstelle Westfälischer Friede“ und wirkte an der Konzeptionierung und Vorbereitung der Ausstellung „Zerbrochen sind die Fesseln des Schlendrians – Westfalens Aufbruch in die Moderne“ (2002) mit.
Seit Herbst 2002 ist Weidner Wissenschaftlicher Referent am LWL-Institut für westfälische Regionalgeschichte in Münster. Am LWL-Institut ist Weidner u. a. verantwortlich für das Internet-Portal „Westfälische Geschichte“ des Landschaftsverbands Westfalen-Lippe, das er in den Jahren 2002–2004 konzipierte. Darüber hinaus beschäftigt er sich mit Themen der Digital Humanities/Künstlichen Intelligenz, der zeitgeschichtlichen Erinnerungskultur, des Adels und der Regionalgeschichte Westfalens. Wichtige Projekte sind u. a. die "Digitale Westfälische Urkundendatenbank (DWUD), die rund 90.000 Online-Regesten aus westfälisch-lippischen Archiven bietet, Freiherr vom Stein, die „NS-Straßennamendatenbank“, die U-Verlagerung der Kriegsproduktion im Zweitern Weltkrieg sowie das Internet-Angebot einer „NS-Topografie für Westfalen und Lippe“ (im Aufbau). Ein zentrales Forschungsprojekt bildete bis 2025 die historische und archäologische Erforschung der Ermordung von 208 sowjetischen und polnischen Zwangsarbeiterinnen und Zwangsarbeitern n im März 1945 im Warsteiner Raum (Massaker im Arnsberger Wald) und ihrer Grabstätte auf dem Waldfriedhof Fulmecke in Meschede.
Von 2007 bis 2022 war er Geschäftsführer der von ihm initiierten und mitgegründeten Arbeitsgemeinschaft deutschsprachiger Portale zur Regionalgeschichte und Landeskunde, kurz AG Regionalportale. Die AG tagt jährlich an wechselnden Orten im deutschsprachigen Raum und ist ein geschlossenes Forum für Institutionen des Kultur- und Wissenschaftsbereichs, die Internet-Angebote zur Landeskunde und Regionalgeschichte unterhalten.
Seit 2009 ist Weidner Mitglied der Historischen Kommission für Westfalen.
In den Jahren 2016–2017 war Weidner Lehrbeauftragter an der Universität Paderborn (Digital Humanities) und im Wintersemester 2019/20 an der Ruhr-Universität Bochum (Weltkriegsarchäologie).

### Auszeichnungen
- 1998: Dissertationspreis der Westfälischen Wilhelms-Universität Münster
- 2000: Fürstin-von-Gallitzin-Preis
- 2000: Arbeitsstipendium für Westfälische Landesgeschichte des Landschaftsverbandes Westfalen-Lippe

## Werke (Auswahl)

### Autor
- Die Toten von Meschede. Ein Kriegsendphaseverbrechen im März 1945: Rekonstruktion, Strafverfolgung, Erinnerungskultur  (= Forschungen zur Regionalgeschichte. Bd. 91). Paderborn 2025.
- zusammen mit Ralf Blank und Andreas Korthals: Hagen – 15. März 1945. Zerstörte Stadt, Besetzung und Kriegsverbrechen. Essen 2020.
- zusammen mit Ralf Klötzer: Das Archiv des Vereins für Geschichte und Altertumskunde Westfalens, Abteilung Paderborn e. V. Codices (Cod. 1–180), Acta I (Acta 1–184) (= Inventare der nichtstaatlichen Archive Westfalens. Neue Folge, Bd. 17). Münster 2003.
- Landadel in Münster 1600–1760. Stadtverfassung, Standesbehauptung und Fürstenhof (= Quellen und Forschungen zur Geschichte der Stadt Münster (Neue Folge). Bd. 18). 2 Bände. Hrsg. vom Stadtarchiv Münster, Münster 2000 (Dissertation).
- Nur Gräber als Spuren. Das Leben und Sterben von Kriegsgefangenen und „Fremdarbeitern“ in Münster während der Kriegszeit 1939–1945. Münster 1984.

### Herausgeber
- zusammen mit Julia Paulus: „Heimatfronten“ im 19. und 20. Jahrhundert (= Themenband der Westfälischen Forschungen. Bd. 68). 2018.
- zusammen mit Matthias Frese: Verhandelte Erinnerungen. Der Umgang mit Ehrungen, Denkmälern und Gedenkorten nach 1945. Paderborn 2018.

### Aufsätze (in Auswahl)
- zusammen mit Michael Baales und Manuel Zeiler: Massacres in the Arnsberg Forest. Interdisciplinary research on the end-of-war crimes against forced labourers in the last days of the Second World War in Westphalia (western Germany), in: Alex Hale and Thomas Kersting (Hrsg.), New Challenges Archaeological Heritage Management and the Archaeology of the 18th to 20th centuries, EAC Occasional Paper No. 19, 2024, S. 97–104.
- zusammen mit Michael Baales und Manuel Zeiler: Damenschuhe im Langenbachtal, in: Stefan Leenen/Lisa Mentzl/Doren Mölders (Hrsg.), Modern times. Archäologische Funde der Moderne und ihre Geschichten, Dortmund 2023, S. 450–453.
- zusammen mit Michael Baales und Manuel Zeiler: Der verschwundene sowjetische Obelisk vom „Melkeplätchen“ bei Warstein, in: Stefan Leenen/Lisa Mentzl/Doren Mölders (Hrsg.), Modern times. Archäologische Funde der Moderne und ihre Geschichten, Dortmund 2023, S. 510–515
- zusammen mit Michael Baales und Manuel Zeiler: Die interdisziplinäre Erforschung der Kriegsendphaseverbrechen im Arnsberger Wald, Südwestfalen, in: Stefan Leenen/Lisa Mentzl/Doren Mölders (Hrsg.), Modern times. Archäologische Funde der Moderne und ihre Geschichten, Dortmund 2023, S. 568–575
- zusammen mit Michael Baales und Manuel Zeiler: An archaeological evaluation of crimes committed in the Arnsberg Forest (South Westphalia, Germany) in the final months of the Second World War, in: Journal of Conflict Archeology, 2022, S. 1–28
- zusammen mit Manuel Zeiler: Untersuchungen an Erschießungsorten des Zweiten Weltkriegs im Sauerland, in: Archäologie in Westfalen-Lippe, LWL-Archäologie für Westfalen/Altertumskommission für Westfalen (Hrsg.), Langenweißbach 2019, S. 193–196.
- zusammen mit Manuel Zeiler: Ermordet, verscharrt, verdrängt. In: Archäologie in Deutschland 6, 2019, S. 46–49.
- Völkische Bewegungen. In: Regina Göschl/Julia Paulus (Hrsg.): Weimar im Westen. Republik der Gegensätze. Münster 2019, S. 61–69.
- Regionalbiografische Nachschlagewerke im Internet-Zeitalter. In: Ágoston Zénó Bernád u. a. (Hrsg.): Europa baut auf Biographien. Wien 2018, S. 119–138.
- 10 Jahre „Arbeitsgemeinschaft landesgeschichtlicher und landeskundlicher Internet-Portale“ in Deutschland. In: Bibliotheksdienst 2017, S. 793–796.
- Die Digitalisierung der Westfälischen Zeitschrift, in: Westfälische Zeitschrift 166, 2016, S. 371f.
- Neue Namen für die „Neue Zeit“. Straßenbenennungen in Westfalen und Lippe im Nationalsozialismus und in der Nachkriegszeit, in: Dietmar von Reeken/Malte Thießen (Hrsg.), Ehrregime. Akteure, Praktiken und Medien lokaler Ehrungen in der Moderne (= Formen der Erinnerung, Bd. 10), Göttingen 2016, S. 175–200.
- Kriegsendphaseverbrechen an Zwangsarbeitern im Sauerland 1945. In: 200 Jahre Westfalen. Jetzt! Münster 2015, S. 342–347.
- Langer Weg in eine neue Welt. Auswanderung aus Westfalen, in: 200 Jahre Westfalen. Jetzt!, Münster 2015, S. 366–371.
- Das Internet-Portal „Westfälische Geschichte“. In: Ellen Euler u. a. (Hrsg.): Handbuch Kulturportale. Online-Angebote aus Kultur und Wissenschaft. Berlin 2015, S. 330–337.
- Adel in Übergängen. In: Karl Ditt u. a. (Hrsg.): Westfalen in der Moderne 1815–2015. Geschichte einer Region. Münster 2014, S. 77–100.
- Online-Datenbank zur Straßenbenennungspraxis in Westfalen und Lippe während des Nationalsozialismus – ein Werkstattbericht. In: Westfälische Forschungen 63, 2013, S. 351–359.
- Vergangenheit, wir kommen! Spurensuche im Archiv. Begleitheft zur DVD (mit Markus Köster und Claudia Landwehr). Münster 2012.
- „Wir beantragen … unverzüglich umzubenennen“. Die Straßenbenennungspraxis in Westfalen und Lippe im Nationalsozialismus. In: Matthias Frese (Hrsg.): Fragwürdige Ehrungen!? Straßennamen als Instrument von Geschichtspolitik und Erinnerungskultur. Münster 2012, S. 41–98.
- „Mördernamen sind keine Straßennamen“. Revision und Beharrung in der Straßenbenennungspraxis der Nachkriegszeit – Westfalen und Lippe 1945–1949. In: Matthias Frese (Hrsg.): Fragwürdige Ehrungen!? Straßennamen als Instrument von Geschichtspolitik und Erinnerungskultur. Münster 2012, S. 99–120.
- Die Region in der Welt. Biographische Nachschlagewerke im Zeitalter des Internet, in: Marcus Stumpf (Hrsg.), Die Biographie in der Stadt- und Regionalgeschichte, (=Westfälische Quellen und Archivpublikationen, Bd. 26 / Beiträge zur Geschichte Iserlohns, Bd. 23), Münster 2011, S. 45–63
- Vom Zettelkasten zur Datenbank. Die „Digitale Westfälische Urkunden-Datei“ (DWUD). In: Archivpflege in Westfalen-Lippe 66, 2007, S. 28–32.
- Vom ‚Landjunker‘ zum ‚Cavalier du monde‘: Standeserziehung, kultureller Wandel und Strukturen adligen Daseins im 17./18. Jh. beim stiftsfähigen Adel des Fürstbistums Münster. In: Rainer Babel, Werner Paravicini (Hrsg.): Grand Tour. Adliges Reisen und europäische Kultur vom 14. bis zum 18. Jahrhundert (= Beihefte der Francia). Ostfildern 2005, S. 455–468.
- Westfälische Geschichte im Internet - Projektbericht zum Internet-Portal 'Westfälische Geschichte'. Ein Kooperationsprojekt des Westfälischen Instituts für Regionalgeschichte und der Stiftung Westfalen-Initiative, in: Westfälische Forschungen 53, 2003, S. 447–475.
- Finanzen und Konsum im Spannungsfeld von „Ehre“ und „Ruin“ – eine Skizze zum Stiftsadel des Fürstbistums Münster (1650-1750), in: Michael Prinz (Hrsg.), Der lange Weg in den Überfluß, Anfänge und Entwicklung einer Konsumgesellschaft seit der Vormoderne, Paderborn 2003, S. 105–119.
- Erfindungen, Kapital und freier Markt. Impulse aus Großbritannien, in: „Zerbrochen sind die Fesseln des Schlendrians“, Westfalens Aufbruch in die Moderne, Katalog des Westfälischen Landesmuseums für Kunst und Kulturgeschichte Münster, Münster 2002, S. 146–159.
- „Spanischer Mantel“ zur Vollstreckung von Schandstrafen aus Hiddingsel (Dülmen), 18. Jh. Westfälisches Landesmuseum für Kunst und Kulturgeschichte Münster, Das Kunstwerk des Monats Januar 2002 [Wiederabdruck in: Dülmener Heimatblätter 2002, S. 93-98].
- Museen ins Internet! Hinweise zur Planung, Konzeption und Realisierung von Websites für Museen, in: Museum Aktuell 65, Januar 2001, S. 2620–2629.
- Geschichte und Landeskunde im Internet: Die (neue) Web-Site des Vereins für Geschichte und Altertumskunde Westfalens, Abt. Paderborn e. V., im World Wide Web, in: Archivpflege in Westfalen und Lippe 54, 2001, S. 30–35
- Museen ins Netz! Hinweise zum Aufbau von Museums-Websites, in: Museologie Online, 2. Jg., 2000, S. 35–47
- Die Präsenz des Vereins für Geschichte und Altertumskunde Westfalens, Abt. Paderborn e. V., im Internet/World Wide Web (http://www.altertumsverein-paderborn.de)./ Konzeption – Realisierung – Perspektiven, in: Westfälische Zeitschrift 149, 1999, S. 521–535.
- Die Matrikel der landtagsfähigen (und „dubiosen“) Häuser des Fürstbistums Münster von 1704. Entstehungsursachen – Prüfverfahren – Funktion – Verzeichnis (mit einer Liste der um 1655 zum Landtag verschriebenen Mitglieder der Münsterschen Ritterschaft). In: Westfälische Zeitschrift 147, 1997, S. 93–178.
- zusammen mit Eckhard Freise: Auf der Suche nach der verschollenen Widmungsminiatur des Cod. C 91 der Düsseldorfer Universitätsbibliothek, in: Frühmittelalterliche Studien 23, 1989, S. 338–343
- Ein unbequemes Erbe? Ausgewähltes Verzeichnis von Stätten und Quellen zur Geschichte der NSDAP, der Judenverfolgung und des Krieges in der Stadt Münster. In: Ulrich Kröll (Hrsg.): Geschichte lehren und lernen – am Beispiel der Stadt Münster (= Forum Geschichtsdidaktik. Bd. 4). Münster 1985, S. 141–178.
- Skizzen zur Situation ausländischer Kriegsgefangener und Zwangsarbeiter in Münster nach dem Zusammenbruch der nationalsozialistischen Gewaltherrschaft, in: Hans-Günter Thien u. a. (Hrsg.), Überwältigte Vergangenheit – Erinnerungsscherben, Faschismus und Nachkriegszeit in Münster i. W., Münster 1985, S. 103–119.

### Webprojekte (in Auswahl)
- Die Straßenbenennungspraxis in Westfalen und Lippe während des Nationalsozialismus. Datenbank der Straßenbenennungen 1933–1945. Münster 2013, URL: http://www.strassennamen-in-westfalen-lippe.lwl.org/ (abgerufen am 15. April 2025).
- Carl Ludwig von Le Coq und die Topographische Karte von Westphalen, 1796–1813. In: Internet-Portal „Westfälische Geschichte“, URL: https://www.westfaelische-geschichte.de/web828 (abgerufen am 15. April 2025).
- Bibliografie Freiherr vom Stein. In: Internet-Portal „Westfälische Geschichte“, URL: http://www.reichsfreiherr-vom-stein.lwl.org/ (abgerufen am 15. April 2025).